# Priscilla Frederick-Loomis
Priscilla Frederick-Loomis (née le 14 février 1989 dans le Queens à New York) est une athlète d'Antigua-et-Barbuda, spécialiste du saut en hauteur.

## Carrière
Priscilla Frederick est porteuse de la double nationalité antiguayenne-américaine. Elle choisit en 2012 de concourir sous les couleurs d'Antigua après s'être classée septième des Olympic Trials. 
Elle porte son record national à 1,91 m lors des Jeux panaméricains à Toronto le 22 juillet 2015 et remporte également la médaille d'argent lors des Championnats NACAC 2015 à San José.
Elle a résidé dans le Queens où elle a été étudiante à l'université de Saint John à New York. Elle vit aujourd'hui à Sicklerville dans le New Jersey.
Le 20 mars 2016, Frederick ne prend pas part à la finale des championnats du monde en salle de Portland.

## Palmarès
| Date | Compétition                              | Lieu                               | Résultat | Marque  |
| ---- | ---------------------------------------- | ---------------------------------- | -------- | ------- |
| 2014 | Festival des sports panaméricains        | Mexico                             | 4e       | 1,80 m  |
| 2014 | Jeux d'Amérique centrale et des Caraïbes | Veracruz                           | 2e       | 1,83 m  |
| 2015 | Jeux panaméricains                       | Toronto                            | 2e       | 1,91 m  |
| 2015 | Championnats NACAC                       | San José                           | 2e       | 1,88 m  |
| 2016 | Championnats du monde en salle           | Portland                           | finale   | DNS     |
| 2018 | Jeux du Commonwealth                     | Gold Coast                         | 5e       | 1,87 m  |
| 2018 | Jeux d'Amérique centrale et des Caraïbes | Barranquilla                       | 4e       | 1,82 m  |
| 2019 | Jeux panaméricains                       | Lima                               | 2e       | 1,87 m  |
| 2020 | Circuit mondial en salle de l'IAAF       | Circuit mondial en salle de l'IAAF | 3e       | détails |

## Records
| Épreuve         | Épreuve   | Marque      | Lieu      | Date            |
| --------------- | --------- | ----------- | --------- | --------------- |
| Saut en hauteur | Plein air | 1,91 m (NR) | Toronto   | 22 juillet 2015 |
| Saut en hauteur | En salle  | 1,91 m (NR) | Hustopece | 26 janvier 2019 |